# 线叶菊属
线叶菊属（学名：Filifolium）是菊科下的一个属，为多年生草本植物。该属仅有线叶菊（Filifolium sibiricum）一种，分布于亚洲东北部。